# Atonaliteit

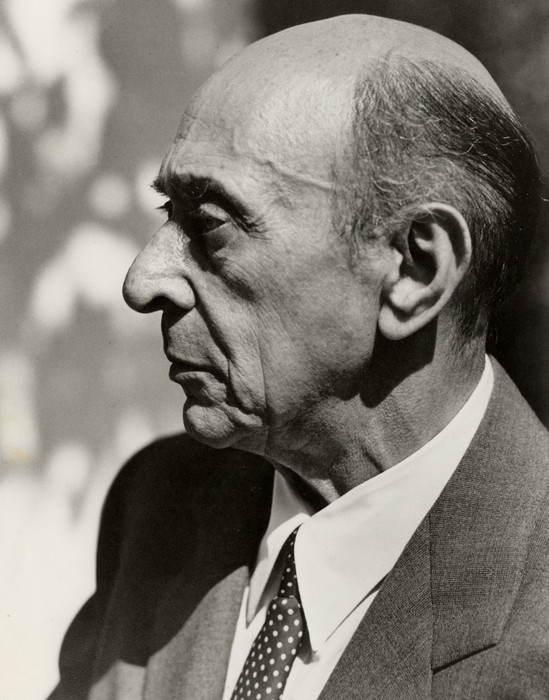
Arnold Schönberg (rond 1948)

Atonale muziek is muziek zonder een vast tooncentrum, muziek die geen vaste toonsoort heeft, wat ook aangeduid wordt als atonaliteit. Atonaliteit komt voort uit de historische emancipatie van de dissonant. In atonale muziek verdwijnen de begrippen consonant en dissonant. De radicaalste vertegenwoordigers van de atonale muziek produceren het liefst geluidscollages.
Veel atonale muziek is abstracte muziek: een vorm van muziek waarin buitenmuzikale voorstellingen vanuit bijvoorbeeld het pure materiaal zelf gelden en waarin tonaal-muzikale elementen (meestal) niet meer voorkomen. De problemen die voorkomen bij de uitvoering van atonale muziek ontstaan doordat de uitvoerende musici geen houvast hebben, omdat zij geen referentie aan tonaliteit ervaren en de tonen naar hun gevoel onderling geen relaties met elkaar aangaan vanuit de meer traditionele klassieke harmonische en melodische tradities.

## Historie
Franz Liszt met zijn late pianostukken, bijvoorbeeld Bagatelle sans tonalité uit 1885, en Alexander Skrjabin raakten al aan de atonaliteit. Het overwoekerend gebruik van chromatiek gedurende de laatromantiek of als bij componisten als Max Reger had atonale tendenties. Ook het gebruik van bitonaliteit en polytonaliteit, het gebruik van twee of meerdere toonsoorten tegelijkertijd, leidde naar het grensbereik van de atonaliteit. De eerste fase, die in de taak van de traditionele harmoniek bestaat, werd ook vrije atonaliteit genoemd. Arnold Schönberg trachtte een ordeningsprincipe binnen de atonale muziek op te bouwen en ontwikkelde de methode van de compositie met twaalf uitsluitend opeen betrokken tonen (later als twaalftoonstechniek of beter dodecafonie bekend), die hij vanaf 1909 in de Drei Klavierstücke, op. 15, en vanaf 1923 in enkele van de Fünf Klavierstücke, op. 23 en in de meeste delen van de Suite für Klavier, op. 25 gebruikte. Hij en zijn leerlingen Anton Webern en Alban Berg - in diens opera's Wozzeck, Lulu en in de Lyrische Suite - vonden dat het eeuwenoude toonsysteem, waarin sommige tonen altijd belangrijker zijn dan anderen, zijn tijd had gehad en dat er een nieuw systeem moest komen waarin alle tonen even belangrijk zijn.
Op zich garandeerde het twaalftoonsprincipe in de eerste plaats nog niet dwingend de atonaliteit, maar slechts een verregaand gelijke verdeling van de twaalf getempereerde halve tonen binnen de compositorische setting. Afhankelijk van de structuur van de reeks en de verticale organisatie van de tonen is het mogelijk stukken in de reekstechniek te componeren die als tonaal "gevoeld" worden. De twaalftoonstechniek werd na de Tweede Wereldoorlog in verbinding met Olivier Messiaen (parameterisatie) tot het Serialisme verder ontwikkeld Pierre Boulez, Karlheinz Stockhausen, Luciano Berio, Krzysztof Penderecki, Milton Babbitt en domineerde de avant-garde van de symfonische muziek gedurende de vijftiger jaren in Europa. Naast Schönberg, Berg en Webern waren er meer componisten die atonale muziek schreven, zoals Ernst Křenek, Paul Hindemith, Igor Stravinsky, Béla Bartók, Josef Matthias Hauer (1883-1959), Aaron Copland, George Antheil, Elliott Carter, Witold Lutosławski en vele anderen.